# Terenzo
Terenzo ist eine italienische Gemeinde (comune) mit 1152 Einwohnern (Stand 31. Dezember 2023) in der Provinz Parma in der Emilia-Romagna. Die Gemeinde liegt etwa 28,5 Kilometer südwestlich von Parma. Die Via Francigena führt unmittelbar an Terenzo vorbei.

## Verkehr
Am westlichen Rand der Gemeinde verläuft die Autostrada A15 von Parma nach La Spezia. Die Strada Statale 62 della Cisa von Sarzana nach Verona geht unmittelbar an der Ortschaft vorbei.